# Flèche wallonne féminine 2014
Cet article concerne l'édition féminine de la Flèche wallonne. Pour la course masculine, voir Flèche wallonne 2014.
La 17e édition de la Flèche wallonne féminine a eu lieu le 23 avril 2014. Elle fait partie du calendrier de la Coupe du monde de cyclisme sur route féminine 2014. La course est remportée par la Française Pauline Ferrand-Prévot.

## Équipes
| Équipes féminines professionnelles (20)- Alé Cipollini - Astana BePink Womens - Bigla - Bizkaia-Durango - Boels Dolmans - Estado de México-Faren - Futurumshop.nl-Zannata - Hitec Products - Lointek - Lotto-Belisol Ladies - Orica-AIS - Parkhotel Valkenburg - Poitou-Charentes.Futuroscope.86 - Rabo Liv Women - RusVelo - Servetto Footon - Specialized-Lululemon - Giant-Shimano - Top Girls Fassa Bortolo - Wiggle Honda Équipes nationales (4)- Australie - Canada - France - États-Unis |
| |

## Parcours

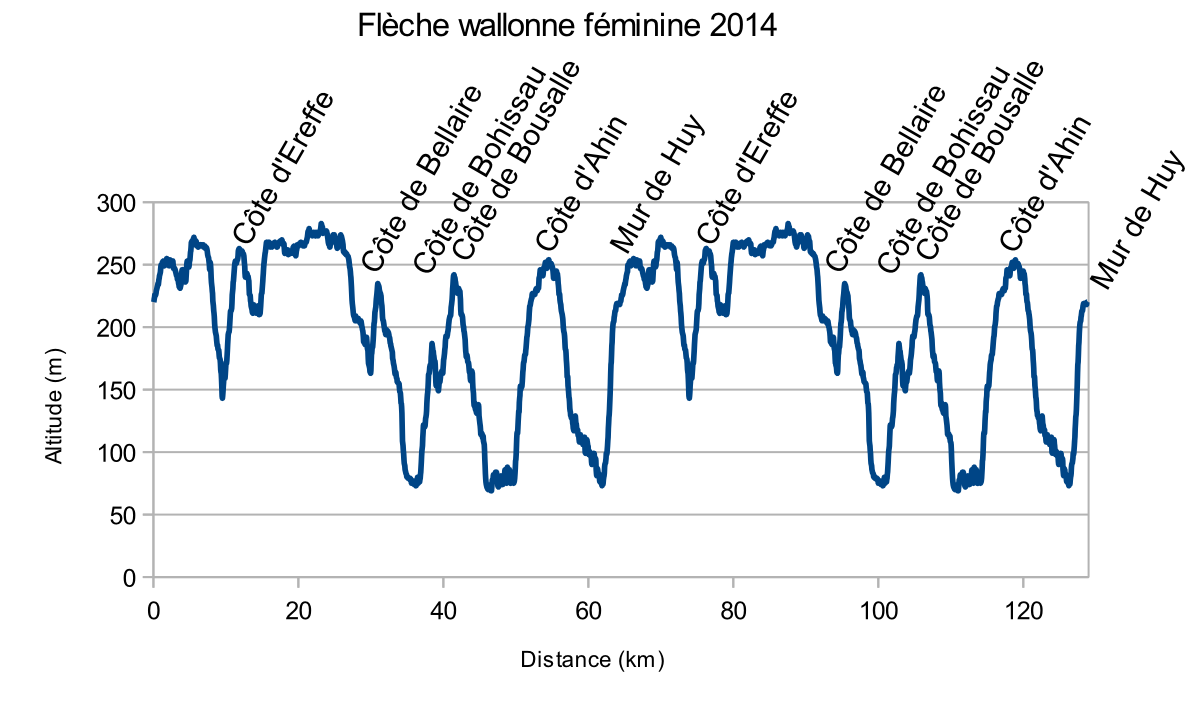
Profil de la course

Le parcours effectue deux fois le même circuit.
Douze côtes sont répertoriées :
| Num | Nom              | km    | Longueur (m) | Pente moyenne | km de l'arrivée |
| --- | ---------------- | ----- | ------------ | ------------- | --------------- |
| 1   | Côte d'Ereffe    | 12    | 2 200        | 5,9 %         | 115             |
| 2   | Côte de Bellaire | 31    | 1 000        | 6,8 %         | 96              |
| 3   | Côte de Bohissau | 38,5  | 1 300        | 7,6 %         | 88,5            |
| 4   | Côte de Bousalle | 41,5  | 1 700        | 4,9 %         | 85,5            |
| 5   | Côte d'Ahin      | 52    | 2 100        | 5,9 %         | 75              |
| 6   | Mur de Huy       | 63    | 1 300        | 9,3 %         | 64              |
| 7   | Côte d'Ereffe    | 75,5  | 2 200        | 5,9 %         | 51,5            |
| 8   | Côte de Bellaire | 95    | 1 000        | 6,8 %         | 32              |
| 9   | Côte de Bohissau | 102   | 1 300        | 7,6 %         | 25              |
| 10  | Côte de Bousalle | 105,5 | 1 700        | 4,9 %         | 21,5            |
| 11  | Côte d'Ahin      | 116   | 2 100        | 5,9 %         | 11              |
| 12  | Mur de Huy       | 127   | 1 300        | 9,3 %         | 0               |

## Récit de la course
Linda Villumsen attaque à vingt kilomètres de l'arrivée. Elle compte encore quarante secondes d'avance au pied de la dernière ascension du mur de Huy. Marianne Vos, quintuple vainqueur de l'épreuve, ne se sentant pas dans une forme optimale, elle décide de courir pour sa coéquipière Pauline Ferrand-Prévot. La Néerlandaise replace ainsi la Française dans le final. Evelyn Stevens fournit la première accélération dans la pente, elle est suivie par Lizzie Armitstead et Pauline Ferrand-Prévot. Dans le sprint qui oppose ces deux dernières, Pauline Ferrand-Prévot prend le dessus dans les derniers mètres. Sur la fin, Elisa Longo Borghini dépasse Evelyn Stevens et complète le podium,,,.

## Classement final
| \| Classement général \| Classement général \| Classement général \| Classement général \| Classement général \| \| Coureuse \| Coureuse \| Pays \| Équipe \| Temps \| \| ------------------ \| ---------------------- \| ------------------ \| --------------------- \| ------------------ \| \| 1re \| Pauline Ferrand-Prévot \| France \| Rabo Liv Women \| 3 h 26 min 43 s \| \| 2e \| Lizzie Armitstead \| Royaume-Uni \| Boels Dolmans \| + 1 s \| \| 3e \| Elisa Longo Borghini \| Italie \| Hitec Products \| + 4 s \| \| 4e \| Evelyn Stevens \| États-Unis \| Specialized-Lululemon \| + 7 s \| \| 5e \| Ashleigh Moolman \| Afrique du Sud \| Hitec Products \| + 11 s \| \| 6e \| Marianne Vos \| Pays-Bas \| Rabo Liv Women \| + 13 s \| \| 7e \| Emma Pooley \| Royaume-Uni \| Lotto Belisol Ladies \| + 13 s \| \| 8e \| Linda Villumsen \| Nouvelle-Zélande \| Wiggle Honda \| + 21 s \| \| 9e \| Claudia Häusler \| Allemagne \| Giant-Shimano \| + 24 s \| \| 10e \| Ellen van Dijk \| Pays-Bas \| Boels Dolmans \| + 28 s \| |                        |                  |                       |                 |
| |                        |                  |                       |                 |
| Sources : ProCyclingStats Cycling Quotient |                        |                  |                       |                 |
| Classement général |                        |                  |                       |                 |
| Coureuse | Coureuse               | Pays             | Équipe                | Temps           |
| 1re | Pauline Ferrand-Prévot | France           | Rabo Liv Women        | 3 h 26 min 43 s |
| 2e | Lizzie Armitstead      | Royaume-Uni      | Boels Dolmans         | + 1 s           |
| 3e | Elisa Longo Borghini   | Italie           | Hitec Products        | + 4 s           |
| 4e | Evelyn Stevens         | États-Unis       | Specialized-Lululemon | + 7 s           |
| 5e | Ashleigh Moolman       | Afrique du Sud   | Hitec Products        | + 11 s          |
| 6e | Marianne Vos           | Pays-Bas         | Rabo Liv Women        | + 13 s          |
| 7e | Emma Pooley            | Royaume-Uni      | Lotto Belisol Ladies  | + 13 s          |
| 8e | Linda Villumsen        | Nouvelle-Zélande | Wiggle Honda          | + 21 s          |
| 9e | Claudia Häusler        | Allemagne        | Giant-Shimano         | + 24 s          |
| 10e | Ellen van Dijk         | Pays-Bas         | Boels Dolmans         | + 28 s          |

### Points attribués
| Position           | 1er | 2e  | 3e | 4e | 5e | 6e | 7e | 8e | 9e | 10e | 11e | 12e | 13e | 14e | 15e | 16e | 17e | 18e | 19e | 20e |
| Classement général | 120 | 100 | 85 | 70 | 60 | 50 | 40 | 35 | 30 | 25  | 20  | 18  | 16  | 14  | 12  | 10  | 8   | 6   | 4   | 2   |

## Liste des participantes
| Légende | Légende                                                                    | Légende | Légende                                                    |
| ------- | -------------------------------------------------------------------------- | ------- | ---------------------------------------------------------- |
| Num     | Dossard de départ porté par le coureur sur cette Flèche wallonne féminine  | Pos     | Position à l'arrivée de la course                          |
|         | Indique un maillot de champion national ou mondial, suivi de sa spécialité | NP      | Indique un coureur qui n'a pas pris le départ de la course |
| AB      | Indique un coureur qui n'a pas terminé la course                           | HD      | Indique un coureur qui a terminé la course hors des délais |

| Rabo Liv Women RBW                  | Rabo Liv Women RBW           | Rabo Liv Women RBW |
| ----------------------------------- | ---------------------------- | ------------------ |
| Num                                 | Coureur                      | Pos                |
| 1                                   | Marianne Vos (NED)           | 6e                 |
| 2                                   | Lucinda Brand (NED)          | 36e                |
| 3                                   | Pauline Ferrand-Prévot (FRA) | 1re                |
| 4                                   | Katarzyna Niewiadoma (POL)   | 15e                |
| 5                                   | Anna van der Breggen (NED)   | 12e                |
| 5                                   | Annemiek van Vleuten (NED)   | 38e                |
| Directeur sportif : Koos Moerenhout |                              |                    |

| Hitec Products HPU              | Hitec Products HPU           | Hitec Products HPU |
| ------------------------------- | ---------------------------- | ------------------ |
| Num                             | Coureur                      | Pos                |
| 11                              | Elisa Longo Borghini ( ITA)  | 3e                 |
| 12                              | Audrey Cordon ( FRA)         | 31e                |
| 13                              | Cecilie Gotaas Johnsen (NOR) | 62e                |
| 14                              | Lauren Kitchen ( AUS)        | AB                 |
| 15                              | Julie Leth (NOR)             | 77e                |
| 16                              | Ashleigh Moolman (RSA)       | 5e                 |
| Directeur sportif : Marc Bracke |                              |                    |

| Boels Dolmans DLT              | Boels Dolmans DLT               | Boels Dolmans DLT |
| ------------------------------ | ------------------------------- | ----------------- |
| Num                            | Coureur                         | Pos               |
| 21                             | Elizabeth Armitstead (GBR)      | 2e                |
| 22                             | Jessie Daams (BEL)              | 18e               |
| 23                             | Megan Guarnier (USA)            | 17e               |
| 24                             | Christine Majerus (LUX) (route) | 50e               |
| 25                             | Katarzyna Pawlowska (POL)       | 76e               |
| 26                             | Ellen van Dijk (NED)            | 10e               |
| Directeur sportif : Danny Stam |                                 |                   |

| Orica-AIS GEW                  | Orica-AIS GEW              | Orica-AIS GEW |
| ------------------------------ | -------------------------- | ------------- |
| Num                            | Coureur                    | Pos           |
| 31                             | Emma Johansson (SWE)       | 11e           |
| 32                             | Annette Edmondson (AUS)    | AB            |
| 33                             | Shara Gillow (AUS)         | 22e           |
| 34                             | Loes Gunnewijk (NED)       | 79e           |
| 35                             | Valentina Scandolara (ITA) | 78e           |
| 36                             | Carlee Taylor (AUS)        | 80e           |
| Directeur sportif : Gene Bates |                            |               |

| Astana Bepink BPK | Astana Bepink BPK         | Astana Bepink BPK |
| ----------------- | ------------------------- | ----------------- |
| Num               | Coureur                   | Pos               |
| 41                | Alena Amialiusik (BLR)    | 21e               |
| 42                | Alice Maria Arzuffi (ITA) | AB                |
| 43                | Dalia Muccioli (ITA)      | 51e               |
| 44                | Doris Schweizer (SUI)     | 70e               |
| 45                | Silvia Valsecchi (ITA)    | AB                |
| 45                | Susanna Zorzi (ITA)       | 32e               |

| Specialized-Lululemon SLU       | Specialized-Lululemon SLU | Specialized-Lululemon SLU |
| ------------------------------- | ------------------------- | ------------------------- |
| Num                             | Coureur                   | Pos                       |
| 51                              | Evelyn Stevens (USA)      | 4e                        |
| 52                              | Karol-Ann Canuel (CAN)    | 23e                       |
| 53                              | Tiffany Cromwell (AUS)    | 57e                       |
| 54                              | Ally Stacher (USA)        | 58e                       |
| 55                              | Tayler Wiles (USA)        | 81e                       |
| 56                              | Trixi Worrack (GER)       | 34e                       |
| Directeur sportif : Ronny Lauke |                           |                           |

| Giant-Shimano GIW | Giant-Shimano GIW      | Giant-Shimano GIW |
| ----------------- | ---------------------- | ----------------- |
| Num               | Coureur                | Pos               |
| 61                | Marijn de Vries (NED)  | AB                |
| 62                | Claudia Häusler (GER)  | 9e                |
| 63                | Floortje Mackaij (NED) | 55e               |
| 64                | Amy Pieters (NED)      | 43e               |
| 65                | Maaike Polspoel (BEL)  | 35e               |
| 66                | Kyara Stijns (NED)     | AB                |

| Alé Cipollini ALE                     | Alé Cipollini ALE         | Alé Cipollini ALE |
| ------------------------------------- | ------------------------- | ----------------- |
| Num                                   | Coureur                   | Pos               |
| 71                                    | Ane Santesteban (ESP)     | 26e               |
| 72                                    | Elena Berlato (ITA)       | 13e               |
| 73                                    | Valentina Carretta (ITA)  | 33e               |
| 74                                    | Tatiana Guderzo (ITA)     | AB                |
| 75                                    | Małgorzata Jasińska (POL) | 29e               |
| Directeur sportif : Luisiana Pegoraro |                           |                   |

| Lotto Soudal Ladies | Lotto Soudal Ladies    | Lotto Soudal Ladies |
| ------------------- | ---------------------- | ------------------- |
| Num                 | Coureur                | Pos                 |
| 81                  | Emma Pooley (GBR)      | 7e                  |
| 82                  | Amy Cure (AUS)         | 49e                 |
| 83                  | Liesbet de Vocht (BEL) | 24e                 |
| 84                  | Jolien D'Hoore (BEL)   | AB                  |
| 86                  | Anisha Vekemans (BEL)  | AB                  |
| 87                  | Lieselot Decroix (BEL) | AB                  |

| Wiggle Honda WHT                            | Wiggle Honda WHT          | Wiggle Honda WHT |
| ------------------------------------------- | ------------------------- | ---------------- |
| Num                                         | Coureur                   | Pos              |
| 91                                          | Linda Villumsen (NZL)     | 8e               |
| 94                                          | Danielle King (GBR)       | 42e              |
| 95                                          | Anna Sanchis Chafer (ESP) | 63e              |
| 96                                          | Laura Trott (GBR)         | 53e              |
| 98                                          | Mayuko Hagiwara (JPN)     | 46e              |
| 99                                          | Joanna Rowsell (GBR)      | AB               |
| Directeur sportif : Franky Van Haesebroucke |                           |                  |

| Estado de México-Faren EMF               | Estado de México-Faren EMF | Estado de México-Faren EMF |
| ---------------------------------------- | -------------------------- | -------------------------- |
| Num                                      | Coureur                    | Pos                        |
| 101                                      | Fabiana Luperini (ITA)     | AB                         |
| 102                                      | Elena Cecchini (ITA)       | 19e                        |
| 103                                      | Lucy Martin (GBR)          | AB                         |
| 104                                      | Dulce Pliego (MEX)         | AB                         |
| 105                                      | Rossella Ratto (ITA)       | 28e                        |
| 106                                      | Anna Trevisi (ITA)         | AB                         |
| Directeur sportif : Fortunato Lacquaniti |                            |                            |

| RusVélo RVL                        | RusVélo RVL                 | RusVélo RVL |
| ---------------------------------- | --------------------------- | ----------- |
| Num                                | Coureur                     | Pos         |
| 111                                | Tatiana Antoshina (RUS)     | 68e         |
| 112                                | Alexandra Burchenkova (RUS) | 30e         |
| 113                                | Elena Kuchinskaya (RUS)     | AB          |
| 114                                | Aizan Zhaparova (RUS)       | 61e         |
| 115                                | Yulia Blindyuk (RUS)        | AB          |
| Directeur sportif : Sergey Morozov |                             |             |

| Poitou Charentes Futuroscope 86 FUT | Poitou Charentes Futuroscope 86 FUT | Poitou Charentes Futuroscope 86 FUT |
| ----------------------------------- | ----------------------------------- | ----------------------------------- |
| Num                                 | Coureur                             | Pos                                 |
| 121                                 | Sarah Roy (AUS)                     | AB                                  |
| 122                                 | Oriane Chaumet (FRA)                | AB                                  |
| 123                                 | Lucie Pader (FRA)                   | 25e                                 |
| 124                                 | Amélie Rivat (FRA)                  | AB                                  |
| 125                                 | Manon Souyris (FRA)                 | AB                                  |
| 129                                 | Gabrielle Pilote-Fortin (CAN)       | 66e                                 |
| Directeur sportif : Paul Brousse    |                                     |                                     |

| Top Girls Fassa Bortolo TOG | Top Girls Fassa Bortolo TOG | Top Girls Fassa Bortolo TOG |
| --------------------------- | --------------------------- | --------------------------- |
| Num                         | Coureur                     | Pos                         |
| 131                         | Francesca Cauz (ITA)        | 44e                         |
| 133                         | Jennifer Fiori (ITA)        | AB                          |
| 135                         | Asja Paladin (ITA)          | AB                          |
| 136                         | Chiara Pierobon (ITA)       | 72e                         |
| 137                         | Silvia Cecchini (ITA)       | AB                          |
| 139                         | Soraya Paladin (ITA)        | AB                          |

| Futurumshop.nl-Zannata FTZ              | Futurumshop.nl-Zannata FTZ   | Futurumshop.nl-Zannata FTZ |
| --------------------------------------- | ---------------------------- | -------------------------- |
| Num                                     | Coureur                      | Pos                        |
| 141                                     | Sofie de Vuyst (BEL)         | 67e                        |
| 142                                     | Annelies Dom (BEL)           | AB                         |
| 143                                     | Anouska Koster (NED)         | 48e                        |
| 144                                     | Mascha Pijnenborg (NED)      | 47e                        |
| 145                                     | Annelies van Doorslaer (BEL) | 69e                        |
| 147                                     | Latoya Brulee (BEL)          | 73e                        |
| Directeur sportif : Heidi Van De Vijver |                              |                            |

| Sélection nationale des États-Unis | Sélection nationale des États-Unis | Sélection nationale des États-Unis |
| ---------------------------------- | ---------------------------------- | ---------------------------------- |
| Num                                | Coureur                            | Pos                                |
| 151                                | Lauren Hall (USA)                  | 20e                                |
| 152                                | Kathryn Dononvan (USA)             | AB                                 |
| 153                                | Maura Kinsella (USA)               | AB                                 |
| 154                                | Lauren Komanski (USA)              | 40e                                |
| 156                                | Ruth Winder (USA)                  | AB                                 |
| Directeur sportif : John Seehafer  |                                    |                                    |

| Bigla BCT                       | Bigla BCT            | Bigla BCT |
| ------------------------------- | -------------------- | --------- |
| Num                             | Coureur              | Pos       |
| 161                             | Joanne Hogan (AUS)   | 14e       |
| 162                             | Emilie Aubry (SUI)   | AB        |
| 163                             | Désirée Ehrler (NED) | AB        |
| 164                             | Elke Gebhardt (NED)  | 37e       |
| 165                             | Taryn Heather (AUS)  | 75e       |
| 166                             | Vera Koedooder (NED) | 52e       |
| Directeur sportif : Ernst Meier |                      |           |

| Sélection nationale d'Australie  | Sélection nationale d'Australie | Sélection nationale d'Australie |
| -------------------------------- | ------------------------------- | ------------------------------- |
| Num                              | Coureur                         | Pos                             |
| 173                              | Katrin Garfoot (AUS)            | 16e                             |
| 174                              | Chloe McConville (AUS)          | NP                              |
| 175                              | Emily Roper (AUS)               | AB                              |
| 176                              | Rebecca Wiasak (AUS)            | AB                              |
| 177                              | Felicity Wardlaw (AUS)          | AB                              |
| Directeur sportif : Garry Suiton |                                 |                                 |

| Lointek LTK                    | Lointek LTK            | Lointek LTK |
| ------------------------------ | ---------------------- | ----------- |
| Num                            | Coureur                | Pos         |
| 181                            | Aude Biannic (FRA)     | 82e         |
| 182                            | Mélanie Bravard (FRA)  | AB          |
| 183                            | Lucia Gonzalez (ESP)   | AB          |
| 184                            | Sheyla Gutierrez (ESP) | 64e         |
| 185                            | Mélodie Lesueur (FRA)  | 74e         |
| 186                            | Aida Nuno (ESP)        | AB          |
| Directeur sportif : Jorge Sanz |                        |             |

| Servetto Footon SEF               | Servetto Footon SEF      | Servetto Footon SEF |
| --------------------------------- | ------------------------ | ------------------- |
| Num                               | Coureur                  | Pos                 |
| 191                               | Simona Bortolotti (ITA)  | AB                  |
| 192                               | Annalisa Cucinotta (ITA) | AB                  |
| 193                               | Marina Likhanova (RUS)   | AB                  |
| 194                               | Anna Potokina (RUS)      | AB                  |
| 195                               | Sari Saarelainen (FIN)   | 39e                 |
| 196                               | Maria Adele Tuia (ITA)   | AB                  |
| Directeur sportif : Dario Rossino |                          |                     |

| Sélection nationale de France           | Sélection nationale de France | Sélection nationale de France |
| --------------------------------------- | ----------------------------- | ----------------------------- |
| Num                                     | Coureur                       | Pos                           |
| 201                                     | Edwige Pitel (FRA)            | 45e                           |
| 202                                     | Manon Bourdiaux (FRA)         | AB                            |
| 203                                     | Fanny Bourdon (FRA)           | 65e                           |
| 204                                     | Alna Burato (FRA)             | AB                            |
| 205                                     | Eugénie Duval (FRA)           | 83e                           |
| 206                                     | Marion Sicot (FRA)            | 60e                           |
| Directeur sportif : Sandrine Guirronnet |                               |                               |

| Bizkaia-Durango BPD | Bizkaia-Durango BPD       | Bizkaia-Durango BPD |
| ------------------- | ------------------------- | ------------------- |
| Num                 | Coureur                   | Pos                 |
| 211                 | Dorleta Eskamendi (ESP)   | AB                  |
| 212                 | Yulia Ilinykh (RUS)       | AB                  |
| 213                 | Lierni Lekuona (ESP)      | AB                  |
| 214                 | Lourdes Oyarbide (ESP)    | AB                  |
| 215                 | Anna Ramirez (ESP)        | 54e                 |
| 216                 | Irene San Sebastian (ESP) | 59e                 |

| Sélection nationale du Canada    | Sélection nationale du Canada | Sélection nationale du Canada |
| -------------------------------- | ----------------------------- | ----------------------------- |
| Num                              | Coureur                       | Pos                           |
| 222                              | Catherine Dessureault (CAN)   | AB                            |
| 223                              | Annie Ewart (CAN)             | AB                            |
| 224                              | Annie Foreman-Mackey (CAN)    | AB                            |
| 225                              | Leah Kirchmann (CAN)          | 27e                           |
| 226                              | Stephanie Roorda (CAN)        | 56e                           |
| Directeur sportif : Denise Kelly |                               |                               |

| Parkhotel Valkenburg PHV       | Parkhotel Valkenburg PHV   | Parkhotel Valkenburg PHV |
| ------------------------------ | -------------------------- | ------------------------ |
| Num                            | Coureur                    | Pos                      |
| 231                            | Kim de Baat (BEL)          | AB                       |
| 232                            | Riejanne Markus (NED)      | AB                       |
| 233                            | Kirsten Peetoom (NED)      | AB                       |
| 234                            | Pauliena Rooijakkers (NED) | 41e                      |
| 235                            | Rozanne Slik (NED)         | 71e                      |
| 236                            | Marissa Otten (NED)        | AB                       |
| Directeur sportif : Paul Tabak |                            |                          |

Source.